# Paul Sahlin
Åke Paul Sahlin, verksam under artistnamnet Paul Paljett, ursprungligen Johansson, född 30 mars 1955 i Trollhättans församling, Älvsborgs län, är en svensk låtskrivare samt dansbands- och popsångare, under en tid även begravningsentreprenör. Han nådde framgångar i Sverige och Västtyskland.

## Biografi
Under artistnamnet Paul Paljett var Sahlin en av Bert Karlssons första artister. Han började under 1970-talet en karriär som artist med bandet Byxan Boys. Sahlin kom med ett flertal populära sånger, till exempel Flyg min fjäril flyg, Jag önskar er alla en riktigt god jul, Jag vill ge dig ett äventyr och Guenerina, den sistnämnda arrangerad och producerad av Michael B Tretow, var ett av de inskickade bidragen till 1977 års melodifestival. 1977 och 1978 var Sahlin en stor och säljande artist i Sverige med runt 100 bokade uppträdanden på sommarturnéerna.
1980 deltog Sahlin i melodifestivalen med låten Tusen sekunder, skriven av Torgny Söderberg. Efter att ha lämnat artistlivet bakom sig i början av 1980-talet återkom Sahlin i Melodifestivalen 1987 där han sjöng duett med Anne Kihlström i sången Ung och evig. Han blev också sångare i dansbandet Säwes.
Sahlin for till det dåvarande Västtyskland och spelade in en singel under mitten av 1980-talet. Producenten var Rolf Soja, som låg bakom den spanska sånggruppen Baccara. Tillsammans med Sahlin bestämdes att artistnamnet skulle lanseras endast under namnet Paul. På grund av att Sahlin vid tiden låg i startgroparna med att öppna ett av Sveriges mest moderna och påkostade diskotek (Diskotek Slussen) uteblev en vidare lansering. Samarbetet mellan Sahlin och skivbolaget RCA i Västtyskland upphörde.  
Sahlin är upphovsman till "Du kan alltid lita på pojkarna över 35" som blev en populär sång då den framfördes av Mats Rådberg.
1991 skrev han Ny demokratis propagandalåt "Häng med, häng med" vilken spelades in med "Bert-Ians". Han blev därefter medlem i dansbandet Matz Bladhs.
Förutom musiken har han drivit ett diskotek och ett hotell i hemstaden och även arbetat på en begravningsbyrå i Trollhättan. Han är fortfarande aktiv inom musiken. Den 11 mars 2025 gav han ut memoarboken, Paul Paljett och jag på Ekerlids Förlag.

## Diskografi
Studioalbum
- 1976 – Två sidor
- 1977 – Mumbo Jumbo
- 1978 – At Your Service
- 1980 – ...passar galoscherna?
- 1987 – Luffarpojken
- 1991 – Andante, Andante
- 1996 – Paul Paljett Story
- 2008 – Från Schlager till Psalm

Singlar
- 2020 – Sommaren med dig
- 2020 – Barn lilla barn

## Melodier på Svensktoppen
- 1975-1976 - Oh Baby
- 1976 - C'est la vie
- 1976 - Tom och Helen
- 1977 - Guenerina
- 1977 - Ingen vind, ingen våg
- 1978 - Jag vill ge dig ett äventyr
- 1978 - Misslyckade mig
- 1980 - Tusen sekunder
- 1987 - Golden Gate
- 1987 - Ung och evig (duett med Anne Kihlström)
- 1987 - Luffarpojken (med Säwes)
- 1991 - Andante, Andante